# Джейми Макгуайър
Джейми Макгуайър (на английски: Jamie McGuire) е американска писателка на бестселъри в жанра еротичен любовен роман, паранормален любовен роман, научна фантастика и трилър.

## Биография и творчество
Джейми Макгуайър е родена на 6 ноември 1978 г. в Тълса, Оклахома, САЩ. Завършва Университета на Централна Оклахома през 1998 г. През 2010 г. завършва Колежа на Северна Оклахома с диплома по рентгенография и специализира в Технологичния център Отри. След дипломирането си работи в Баптистката болница в Инид като рентгенолог.
През 2010 г. издава самостоятелно първия си паранормален любовен роман „Провидънс“ от едноименната поредица. Следващите си романи от поредицата също издава самостоятелно.
През 2011 г. отново издава самостоятелно първия си роман „Красиво бедствие“ от поредицата „Красив“. Като в колежанска версия на „Петдесет нюанса сиво“ главни герои са колежанката Аби Абърнати и колежанският разбивач на сърца, мачото Травис Мадокс, които сблъскват своите виждания за живота в съдбоносен облог. Тя предлага книгата на издателите и след два месеца тя е отпечатана, става бестселър само за три дни и №1 в списъка на „Ню Йорк Таймс“.
През 2015 и 2016 г. продължава поредицата „Красив“ с друга сюжетна линия на второстепенни герои от първите три части.
С романа „Красива забрава“ започва нова поредица „Братя Мадокс“, която е свързана с героя от поредицата „Красив“ – Травис Мадокс.
Повечето от своите произведения писателката продължава да публикува самостоятелно.
През 2013 г. е издаден дистопичният ѝ трилър „Red Hill“ от едноименната кратка поредица. Удостоен е с награда за най-добър юношески дистопичен роман на 2014 г. През 2014 г. публикува и фантастичния си роман „Apolonia“.
Произведенията на писателката са преведени на над 30 езика по света.
На 6 октомври 2012 г. се омъжва за Джеф Уоибърн. Имат три деца.
Джейми Макгуайър живее със семейството си в Стиймбоут Спрингс.

## Произведения

### Самостоятелни романи
- Apolonia (2014)
- Sweet Nothing (2015) – с Тереза Мумърт

### Серия „Провидънс“ (Providence)
1. Providence (2010)
2. Requiem (2011)
3. Eden (2012)

### Серия „Красив“ (Beautiful)
1. Beautiful Disaster (2011)
Красиво бедствие, изд.: ИК „Прозорец“, София (2014), прев. Ирина Манушева
2. Walking Disaster (2013)
Ходещо бедствие, изд.: ИК „Прозорец“, София (2014), прев. Ирина Манушева
3. A Beautiful Wedding (2013)
Красива сватба, изд.: ИК „Прозорец“, София (2015), прев. Ирина Манушева
4. Something Beautiful (2015)
5. A Beautiful Funeral (2016)

### Серия „Ред Хил“ (Red Hill)
1. Red Hill (2013)
2. Among Monsters (2014) – новела

### Серия „Братя Мадокс“ (Maddox Brothers)
1. Beautiful Oblivion (2014)
Красива забрава, изд.: ИК „Прозорец“, София (2015), прев. Ирина Манушева
2. Beautiful Redemption (2015)
Красиво изкупление, изд.: ИК "Прозорец", София (2015), прев. Даниела Гамова
3. Beautiful Sacrifice (2015)
4. Beautiful Burn (2016)

### Серия „Случайност“ (Happenstance)
1. Happenstance 1 (2014)
2. Happenstance 2 (2014)
3. Happenstance 3 (2015)

### Новели
- Sins of the Innocent (2015)